# Артвайнері

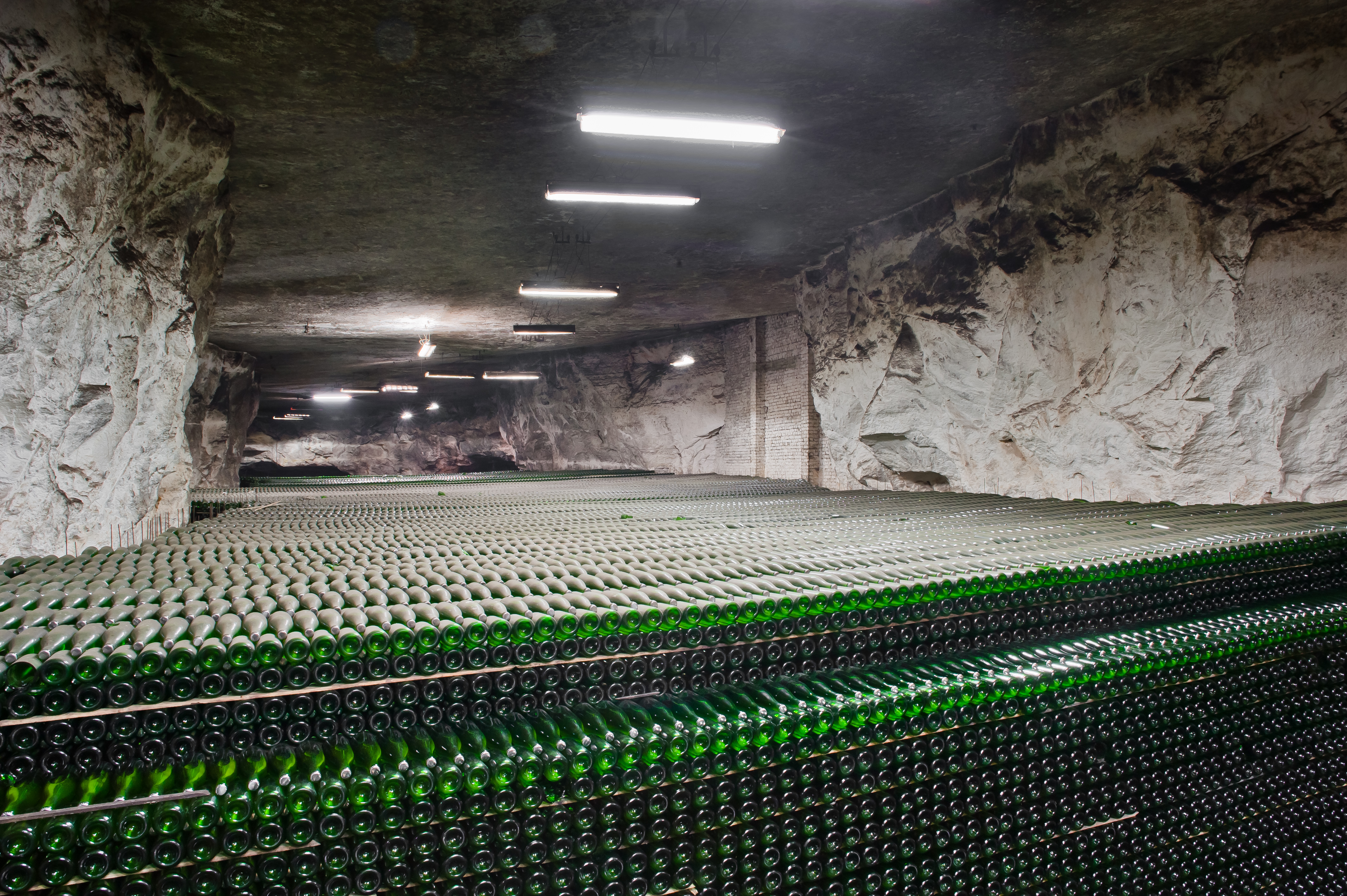
Власне виробництво ігристого вина Artwinery

«Артвайнері», повна назва — Приватне акціонерне товариство «Артвайнері», скорочена — ПрАТ «Артвайнері» (раніше «Артемівський завод шампанських вин», «Артемівськ Вайнері») — одне з найбільших підприємств України і Східної Європи з виробництва ігристих вин класичним пляшковим методом. Знаходиться в місті Бахмуті (раніше Артемівськ) Донецької області.

## Загальні відомості

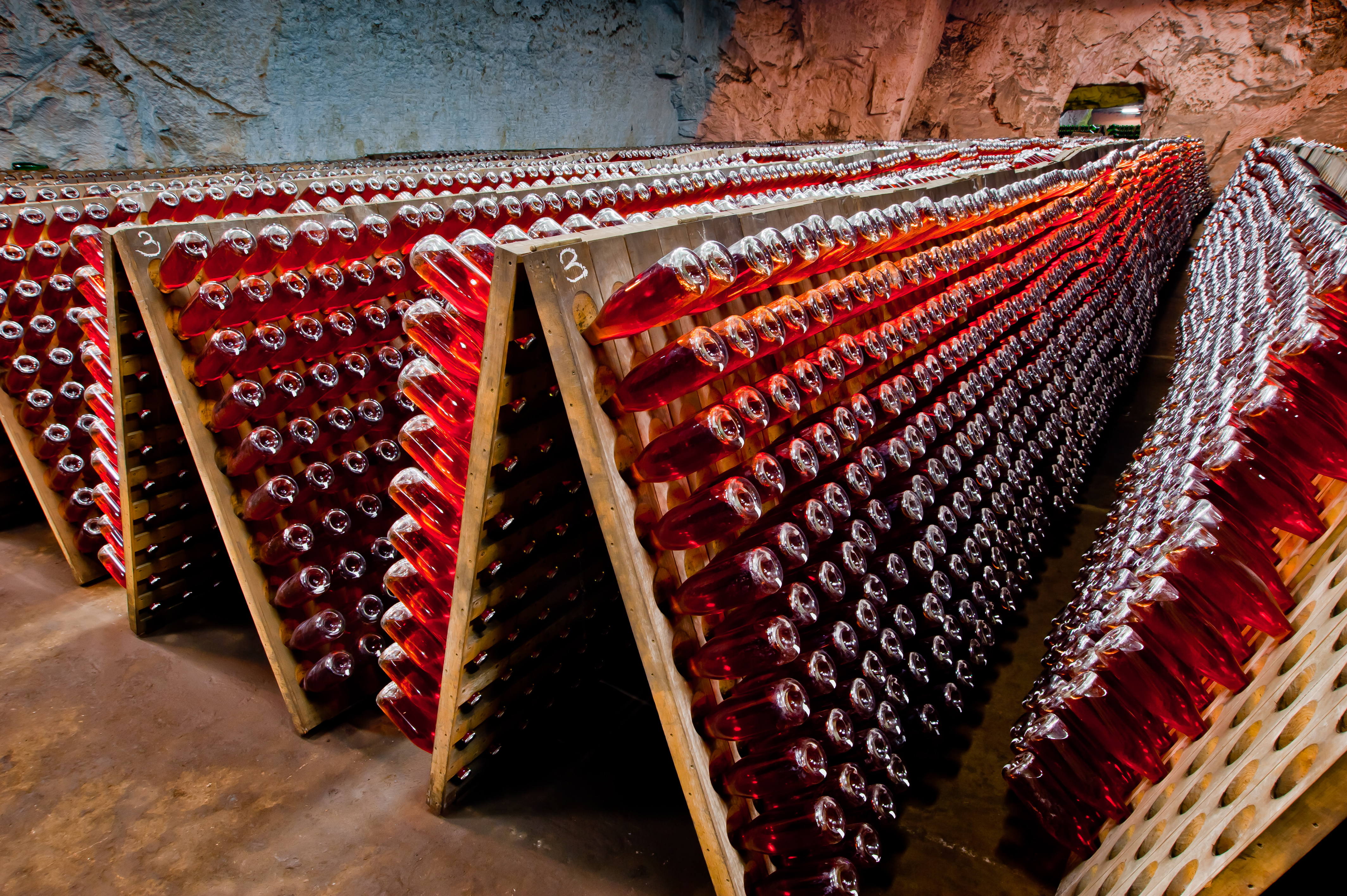
Пляшки з ігристим вином

Технологія виробництва ігристих вин на «Артвайнері» абсолютно ідентична з шампанською, а умови в підземних підвалах ідеально для цього підходять. Адже температура і вологість тут стабільні незалежно від пори року. Цей складний багатоступеневий метод у всьому світі називають класичним. Весь цикл виробництва на підприємстві розташований під землею, на глибині понад 72 метрів, в гіпсових виробленнях, видобуток гіпсу в яких почалася ще в середині XVIII століття.

## Історія

### Артемівський завод шампанських вин
Історія підприємства почалася в 1950 році — було прийнято і затверджено рішення створити в гіпсових штольнях міста Бахмута підприємство з виробництва класичного ігристого вина.
Умови в підземних штольнях якнайкраще підходили для цього: постійна, незалежно від пори року, температура (13-14 °С), сприятлива вологість повітря (85-90 %), величезна територія (26 га).
У 1954 році завод випустив першу партію «Советского шампанского». Наступного року вироблено вже 1,3 мільйона, а в 1959 році — 2,7 мільйона пляшок. Щороку виробництво зростало. На початку жовтня 1965 року на заводі шампанських вин випущено першу дослідну партію шампанського «Донецьке червоне».
У 1991 році Україна здобула незалежність, і завод отримав право виробляти ігристі вина під власними торговими марками. З'явилися марки «Артемівське» і «Крим». Наприкінці 2005 року загальне виробництво досягло 11,5 мільйонів пляшок на рік.
У 2007 році, почався процес глобальної модернізації виробничих потужностей заводу. Всі автоматизовані цехи були переоснащені, повністю оновлена лабораторія, і частково автоматизовані ручні процеси виробництва. Завдяки модернізації, зараз виробнича потужність підприємства становить 25 млн пляшок на рік.

### Артвайнері
У 2016 році підприємство було перейменовано в Приватне акціонерне товариство «Артвайнері».
В результаті бойових дій після початку повномасштабного вторгнення РФ більша частина співробітників виїхали з Бахмута. Троє працівників підприємства загинули від терористичних ударів РФ .
У березні 2023 року "кухар Путіна" Євген Пригожин взяв участь разом з своїми підлеглими з ПВК "Вагнер" у мародерстві на заводі "Artwinery", пояснивши цей злочин "дарунком жінкам з тимчасово окупованої росіянами Луганщини на 8 березня". 
Також в березні стало відомо, що Артвайнері релокувалися в Одеську область у сприятливий кліматичий пояс поруч із розлогими виноградниками. На новому місці почали розлив 5 видів найпопулярнішого ігристого вина з лінійки від підприємства. На новому виробництві змогли налагодити також витримку та дозрівання вина, яке зберігалось у Бахмутських підземних галереях до повномасштабного вторгнення. На жаль, обладнання та виробничі потужності залишилися у Бахмуті .

## Виробництво

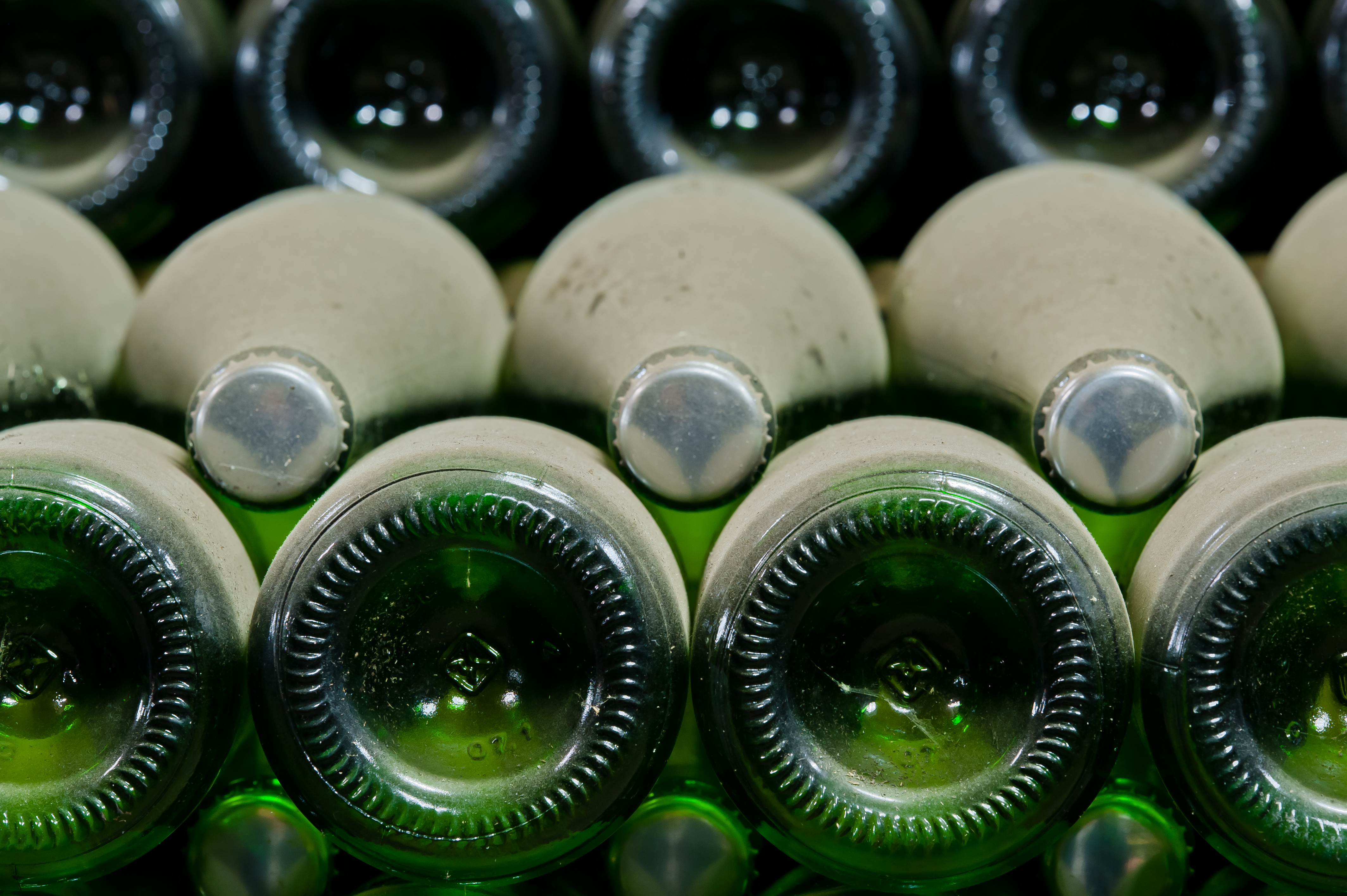
Витримка ігристого вина у штольнях

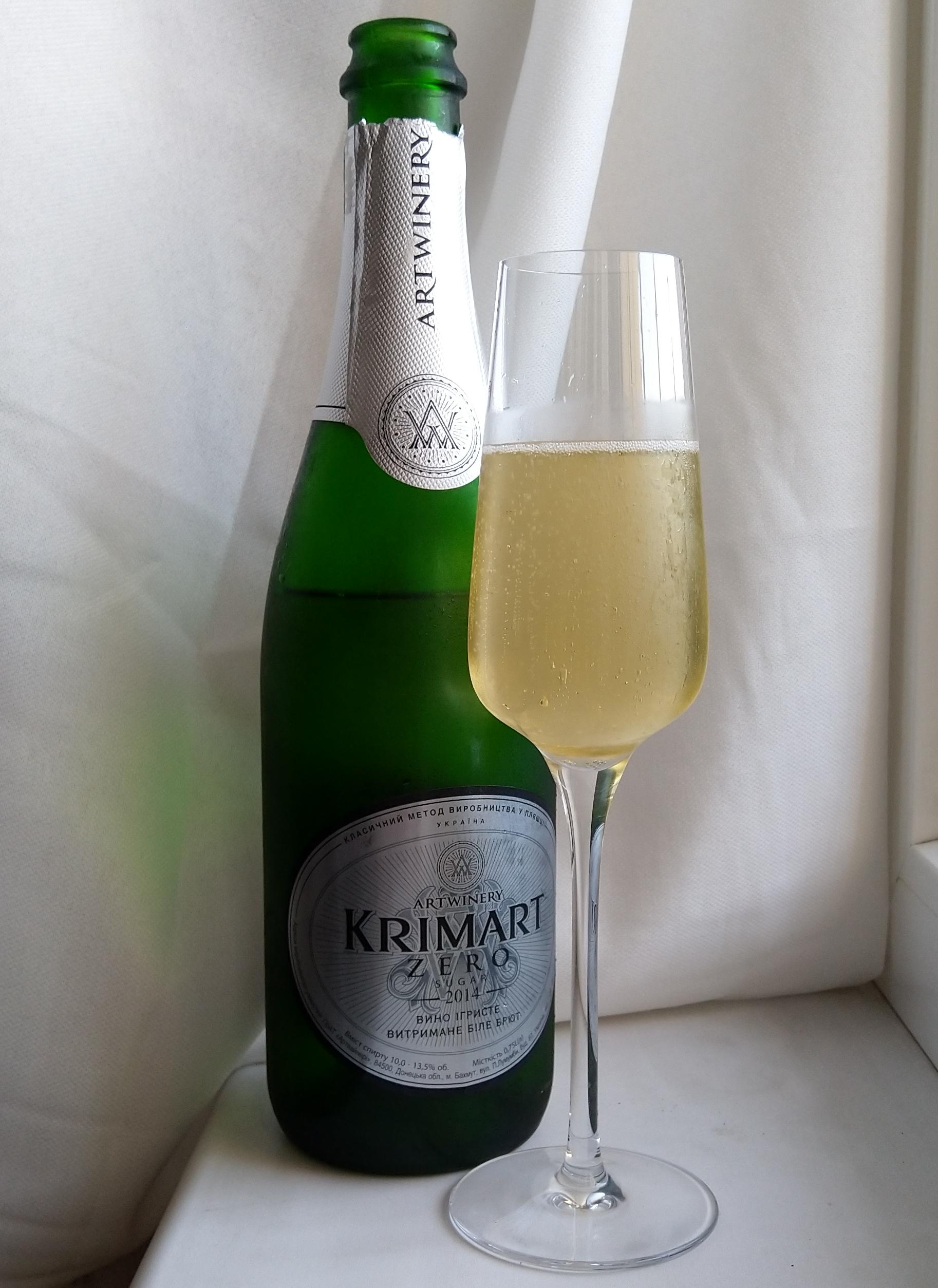
Витримане ігристе вино виробництва Артвайнері

Для виробництва ігристого на «Артвайнері» використовують якісні виноматеріали, вирощені й зібрані на найблагодатніших і сонячних землях Півдня України — Миколаївської, Херсонської, Одеської областей.
Традиційні сорти для виробництва шампанського — група Піно і Шардоне. У загальну смакову гаму вина вони вносять легкий фруктовий аромат, який і є основою більшості купажів для виробництва ігристого. Також використовуються й інші європейські сорти: Рислінг, Аліготе.
Для червоного ігристого купаж складається за основою Каберне, Мерло, Сапераві. Завод шампанських вин випускає білі, червоні й рожеві ігристі вина, які, залежно від терміну витримки, поділяються на витримані й колекційні. Червоні вина представлені марками брют і напівсолодке, білі вина — брют, сухе, напівсухе і напівсолодке; рожеве — брют й напівсухе.
Класичний пляшковий метод виробництва ігристих вин це складний і трудомісткий процес, основними особливостями якого є тривала витримка вина та застосування ручної праці. Винороби «Артвайнері» виробляють ігристі вина, витримані не менше 9-ти місяців. Деякі сорти вин витримуються 3 роки і більше.
З 2001 року виробництво підприємства контролюється міжнародною системою управління якістю ISO 9001: 2000 (ДСТУ ISO 9001 — 2001). У 2006 році впроваджено «Систему безпеки харчових продуктів», сертифіковану ISO 22000:2005

## Досягнення
Ігристі вина «Артвайнері» мають престижні нагороди вітчизняних і міжнародних конкурсів і виставок. В арсеналі заводу 13 Гран-прі, 76 золотих, 44 срібних, 7 бронзових медалей, понад 75 дипломів, а також два найвищих призи — Міжнародного клубу лідерів торгівлі і «Європейської Арки Золотої Зірки за майстерність і якість».
Зараз продукція ARTWINERY представлена більш ніж в двадцяти країнах світу, а саме: у Німеччині, Австрії, Швейцарії, Люксембурзі, Данії, Бельгії, Нідерландах, Канаді, Австралії, Греції, Латвії, Литві, Естонії, Ізраїлі, Кіпрі, Молдові, Росії, Таїланді, Великій Британії, Хорватії.